# کیبر، کامبریا
کیبر (به انگلیسی: Kaber) یک محله مدنی و روستا در بریتانیا است که در منطقه ادن واقع شده‌است. کیبر ۸۹ نفر جمعیت دارد.